# علی‌آبادک (بردسکن)
علی‌آبادک نام روستایی از توابع بخش شهرآباد شهرستان بردسکن در استان خراسان رضوی است. این روستا در دهستان جلگه قرار دارد و براساس سرشماری سال ۱۳۸۵ جمعیت آن ۴۹۶ نفر (۱۳۰ خانوار) بوده است.